# Vientiane (prefectuur)
De prefectuur Vientiane (Laotiaans: ວຽງຈັນ), ook wel bekend als: Kamphaeng Nakhon Wieng Chan, is het gebied dat ligt rondom de stad Vientiane. De prefectuur werd gecreëerd in 1989 toen het afgesplitst werd van de Khwaeng Vientiane. De  rivier Nam Ngum mondt hier in het westen uit in de rivier de Mekong.